# Parlamentarna monarhija
Parlamentarna monarhija je monarhija u kojoj je vlast vladara ograničena parlamentom. Parlament ima zakonodavnu vlast, a vladar izvršnu. Prva parlamentarna monarhija bila je Velika Britanija. 
Hrvatski parlament se zove Hrvatski državni sabor, makedonski Sobranje, Parlament u SAD-u Kongres itd. Parlament je zakonodavno tijelo.